# Pleusymtes buttoni
Pleusymtes buttoni är en kräftdjursart som först beskrevs av Henry Fowler Dunbar 1954.  Pleusymtes buttoni ingår i släktet Pleusymtes och familjen Pleustidae. Inga underarter finns listade i Catalogue of Life.